# Belinda Woolcock
Belinda Woolcock (Melbourne, 24 januari 1995) is een tennisspeelster uit Australië.
Op vijfjarige leeftijd begon zij met het spelen van tennis.
In 2016 kreeg zij samen met haar dubbelspelpartner Ellen Perez een wildcard voor het vrouwendubbelspeltoernooi van het Australian Open.

## Posities op deWTA-ranglijst
Positie per einde seizoen:
| jaar | rang enkelspel | rang dubbelspel |
| ---- | -------------- | --------------- |
| 2011 | 1134           | 818             |
| 2012 | 722            | 962             |
| 2013 | 918            | 721             |
| 2016 | –              | 1119            |
| 2017 | 579            | 501             |
| 2018 | 840            | 551             |
| 2019 | 293            | 295             |
| 2020 | 374            | 300             |

## Resultaten grandslamtoernooien
| Legenda | Legenda                          |
| ------- | -------------------------------- |
| g.t.    | geen toernooi gehouden           |
| l.c.    | lagere categorie                 |
| –       | niet deelgenomen                 |
| G       | uitgeschakeld in de groepsfase   |
| 1R      | uitgeschakeld in de eerste ronde |
| 2R      | uitgeschakeld in de tweede ronde |
| 3R      | uitgeschakeld in de derde ronde  |
| 4R      | uitgeschakeld in de vierde ronde |
| KF      | uitgeschakeld in de kwartfinale  |
| HF      | uitgeschakeld in de halve finale |
| F       | de finale verloren               |
| W       | het toernooi gewonnen            |
| w-v     | winst/verlies-balans             |

### Enkelspel
geen deelname

### Vrouwendubbelspel
| Australian Open | 1R | 1R | 2R |
| Roland Garros   | –  | –  | –  |
| Wimbledon       | –  | –  |    |
| US Open         | –  | –  |    |